# Isocnemus nemestrinus
Isocnemus nemestrinus är en tvåvingeart som beskrevs av Mario Bezzi 1924. Isocnemus nemestrinus ingår i släktet Isocnemus och familjen svävflugor.
Artens utbredningsområde är Etiopien. Inga underarter finns listade i Catalogue of Life.